# Liste der Historischen Straßenbahnfahrzeuge in Leipzig
Die Liste der Historischen Straßenbahnfahrzeuge in Leipzig enthält die denkmalgeschützten Historischen Straßenbahnfahrzeuge in Leipzig als Einzeldenkmale der Sachgesamtheit Historische Straßenbahnfahrzeuge Leipzig, die in der Denkmalliste vom Landesamt für Denkmalpflege Sachsen mit Stand vom 20. Juni 2013 erfasst wurden.
Alle historischen Straßenbahnfahrzeuge waren bis Anfang Mai 2019 im Historischen Straßenbahnhof Möckern der Großen Leipziger Straßenbahn in der Georg-Schumann-Straße 244–246 untergebracht. Seitdem befindet sich die Fahrzeugsammlung im neu als Museum genutzten Straßenbahnhof Wittenberger Straße.

## Legende
- Bezeichnung: Nennt den Namen, die Bezeichnung oder die Art des Kulturdenkmals.
- Adresse: Nennt den Straßennamen und wenn vorhanden die Hausnummer des Kulturdenkmals. Die Grundsortierung der Liste erfolgt nach dieser Adresse. Der Link „Karte“ führt zu verschiedenen Kartendarstellungen und nennt die Koordinaten des Kulturdenkmals.
- Datierung: Gibt die Datierung an; das Jahr der Fertigstellung bzw. den Zeitraum der Errichtung. Eine Sortierung nach Jahr ist möglich.
- Beschreibung: Nennt bauliche und geschichtliche Einzelheiten des Kulturdenkmals, vorzugsweise die Denkmaleigenschaften.
- ID: Gibt die vom Landesamt für Denkmalpflege Sachsen vergebene Objekt-ID des Kulturdenkmals an.

## Liste der als Kulturdenkmale erfassten Historischen Straßenbahnfahrzeuge in Leipzig
| Bild                                    | Bezeichnung                                             | Lage                                  | Datierung                                  | Beschreibung | ID       |
| --------------------------------------- | ------------------------------------------------------- | ------------------------------------- | ------------------------------------------ | --- | -------- |
|                                         | Sachgesamtheit Historische Straßenbahnfahrzeuge Leipzig | Georg-Schumann-Straße 244–246 (Karte) | 1908 (Straßenbahn); 1872–1971 (Pferdebahn) | Sachgesamtheit Historische Straßenbahnfahrzeuge Leipzig bestehend aus den Einzeldenkmalen Objekt 09299105–09299143; verkehrsgeschichtliche Bedeutung                          | 09303422 |
|                                         | Historischer Straßenbahnwagen                           | Georg-Schumann-Straße 244–246 (Karte) | um 1926 (Straßenbahn)                      | Historischer Straßenbahnwagen der Leipziger Fahrzeugsammlung – Fahrkartenverkaufswagen 5640                                                                                   | 09299138 |
|                                         | Historischer Straßenbahnwagen                           | Georg-Schumann-Straße 244–246 (Karte) | 1930 (Straßenbahn)                         | Historischer Straßenbahnwagen der Leipziger Fahrzeugsammlung – Triebwagen 1043 (Typ 29)                                                                                       | 09299120 |
| Weitere Bilder                          | Historischer Straßenbahnwagen                           | Georg-Schumann-Straße 244–246 (Karte) | 1906 (Straßenbahn)                         | Historischer Straßenbahnwagen der Leipziger Fahrzeugsammlung – Triebwagen 500 (Typ 13), im Liniendienst 1913–1932                                                             | 09299108 |
| Weitere Bilder                          | Historischer Straßenbahnwagen                           | Georg-Schumann-Straße 244–246 (Karte) | 1911, Beiwagen (Straßenbahn)               | Historischer Straßenbahnwagen der Leipziger Fahrzeugsammlung – Beiwagen 305 (Typ 55)                                                                                          | 09299128 |
| Direkt Bild zu diesem Denkmal hochladen | Historischer Straßenbahnwagen                           | Georg-Schumann-Straße 244–246 (Karte) | 1926 (Straßenbahn)                         | Historischer Straßenbahnwagen der Leipziger Fahrzeugsammlung – Triebwagen 1376 (Typ 23)                                                                                       | 09299116 |
| Direkt Bild zu diesem Denkmal hochladen | Historischer Straßenbahnwagen                           | Georg-Schumann-Straße 244–246 (Karte) | 1925 (Straßenbahn)                         | Historischer Straßenbahnwagen der Leipziger Fahrzeugsammlung – Beiwagen 608 (Typ 56)                                                                                          | 09299130 |
|                                         | Historischer Straßenbahnwagen                           | Georg-Schumann-Straße 244–246 (Karte) | 1907 (Straßenbahn)                         | Historischer Straßenbahnwagen der Leipziger Fahrzeugsammlung – Triebwagen 506 (Typ 17)                                                                                        | 09299112 |
| Direkt Bild zu diesem Denkmal hochladen | Historischer Straßenbahnwagen                           | Georg-Schumann-Straße 244–246 (Karte) | 1926 (Straßenbahn)                         | Historischer Straßenbahnwagen der Leipziger Fahrzeugsammlung – Beiwagen 2002 (Typ 57); gehörte zu den ersten Niederflur-Dreiwagenzügen in Deutschland                         | 09299131 |
|                                         | Historischer Straßenbahnwagen                           | Georg-Schumann-Straße 244–246 (Karte) | 1912 (Straßenbahn)                         | Historischer Straßenbahnwagen der Leipziger Fahrzeugsammlung – Beiwagen 341 (Typ 55)                                                                                          | 09299129 |
| Weitere Bilder                          | Historischer Straßenbahnwagen                           | Georg-Schumann-Straße 244–246 (Karte) | 1913 (Straßenbahn)                         | Historischer Straßenbahnwagen der Leipziger Fahrzeugsammlung – Triebwagen 809 (Typ 20)                                                                                        | 09299113 |
| Weitere Bilder                          | Historischer Straßenbahnwagen                           | Georg-Schumann-Straße 244–246 (Karte) | 1911 (Straßenbahn)                         | Historischer Straßenbahnwagen der Leipziger Fahrzeugsammlung – Triebwagen 257 (Typ 16)                                                                                        | 09299111 |
| Direkt Bild zu diesem Denkmal hochladen | Historischer Straßenbahnwagen                           | Georg-Schumann-Straße 244–246 (Karte) | 1959 (Straßenbahn)                         | Historischer Straßenbahnwagen der Leipziger Fahrzeugsammlung – Beiwagen 483 (Typ 64, Bauart B 57 E); in Leipzig eingesetzt seit 1971                                          | 09299135 |
| Direkt Bild zu diesem Denkmal hochladen | Historischer Straßenbahnwagen                           | Georg-Schumann-Straße 244–246 (Karte) | 1971 (Straßenbahn)                         | Historischer Straßenbahnwagen der Leipziger Fahrzeugsammlung – Beiwagen 830 (Typ 66, Bauart BE 70)                                                                            | 09299137 |
| Direkt Bild zu diesem Denkmal hochladen | Historischer Straßenbahnwagen                           | Georg-Schumann-Straße 244–246 (Karte) | 1907 (Straßenbahn)                         | Historischer Straßenbahnwagen der Leipziger Fahrzeugsammlung – Beiwagen 183 (Typ 51)                                                                                          | 09299125 |
| Weitere Bilder                          | Historischer Straßenbahnwagen                           | Georg-Schumann-Straße 244–246 (Karte) | 1910 (Straßenbahn)                         | Historischer Straßenbahnwagen der Leipziger Fahrzeugsammlung – Triebwagen 20 (Typ 24)                                                                                         | 09299117 |
| Weitere Bilder                          | Historischer Straßenbahnwagen                           | Georg-Schumann-Straße 244–246 (Karte) | 1900 (Straßenbahn)                         | Historischer Straßenbahnwagen der Leipziger Fahrzeugsammlung – Triebwagen 179 (Typ 15)                                                                                        | 09299110 |
| Weitere Bilder                          | Historischer Straßenbahnwagen                           | Georg-Schumann-Straße 244–246 (Karte) | 1910 (Straßenbahn)                         | Historischer Straßenbahnwagen der Leipziger Fahrzeugsammlung – Triebwagen 1378 (Typ 24a)                                                                                      | 09299118 |
| Direkt Bild zu diesem Denkmal hochladen | Historischer Straßenbahnwagen                           | Georg-Schumann-Straße 244–246 (Karte) | 1959 (Straßenbahn)                         | Historischer Straßenbahnwagen der Leipziger Fahrzeugsammlung – Triebwagen 1332 (Typ 31)                                                                                       | 09299122 |
| Weitere Bilder                          | Historischer Straßenbahnwagen                           | Georg-Schumann-Straße 244–246 (Karte) | 1896 (Straßenbahn)                         | Historischer Straßenbahnwagen der Leipziger Fahrzeugsammlung – Triebwagen 308 (Typ 10)                                                                                        | 09299106 |
|                                         | Historischer Straßenbahnwagen                           | Georg-Schumann-Straße 244–246 (Karte) | 1872 (Straßenbahn)                         | Historischer Straßenbahnwagen der Leipziger Fahrzeugsammlung – Perambulator (Typ 1)                                                                                           | 09299143 |
| Direkt Bild zu diesem Denkmal hochladen | Historischer Straßenbahnwagen                           | Georg-Schumann-Straße 244–246 (Karte) | 1969 (Straßenbahn)                         | Historischer Straßenbahnwagen der Leipziger Fahrzeugsammlung – Beiwagen 520 (Typ 65, Bauart B4D)                                                                              | 09299136 |
| Direkt Bild zu diesem Denkmal hochladen | Historischer Straßenbahnwagen                           | Georg-Schumann-Straße 244–246 (Karte) | 1913 (Straßenbahn)                         | Historischer Straßenbahnwagen der Leipziger Fahrzeugsammlung – Beiwagen 751 (Typ 52), in Betrieb 1913–1953                                                                    | 09299126 |
| Weitere Bilder                          | Historischer Straßenbahnwagen                           | Georg-Schumann-Straße 244–246 (Karte) | 1913 (Straßenbahn)                         | Historischer Straßenbahnwagen der Leipziger Fahrzeugsammlung – Triebwagen 981 (Typ 27, ex Typ 16)                                                                             | 09299119 |
| Direkt Bild zu diesem Denkmal hochladen | Historischer Straßenbahnwagen                           | Georg-Schumann-Straße 244–246 (Karte) | 1913 (Straßenbahn)                         | Historischer Straßenbahnwagen der Leipziger Fahrzeugsammlung – Beiwagen 134 (Typ 58)                                                                                          | 09299132 |
| Weitere Bilder                          | Historischer Straßenbahnwagen                           | Georg-Schumann-Straße 244–246 (Karte) | 1925 (Straßenbahn)                         | Historischer Straßenbahnwagen der Leipziger Fahrzeugsammlung – Triebwagen 1463 (Typ 22)                                                                                       | 09299114 |
|                                         | Historischer Straßenbahnwagen                           | Georg-Schumann-Straße 244–246 (Karte) | 1960 (Straßenbahn)                         | Historischer Straßenbahnwagen der Leipziger Fahrzeugsammlung – Kranlore 5705                                                                                                  | 09299142 |
| Weitere Bilder                          | Historischer Straßenbahnwagen                           | Georg-Schumann-Straße 244–246 (Karte) | 1951 (Straßenbahn)                         | Historischer Straßenbahnwagen der Leipziger Fahrzeugsammlung – Beiwagen 803 (Typ 62, Bauart EB 50)                                                                            | 09299134 |
| Weitere Bilder                          | Historischer Straßenbahnwagen                           | Georg-Schumann-Straße 244–246 (Karte) | 1896 (Straßenbahn)                         | Historischer Straßenbahnwagen der Leipziger Fahrzeugsammlung – Beiwagen 86 (Typ 53)                                                                                           | 09299127 |
|                                         | Historischer Straßenbahnwagen                           | Georg-Schumann-Straße 244–246 (Karte) | 1908 (Straßenbahn)                         | Historischer Straßenbahnwagen der Leipziger Fahrzeugsammlung – Pferdebahnwagen 95 (Typ 3)                                                                                     | 09299105 |
| Direkt Bild zu diesem Denkmal hochladen | Historischer Straßenbahnwagen                           | Georg-Schumann-Straße 244–246 (Karte) | 1969 (Straßenbahn)                         | Historischer Straßenbahnwagen der Leipziger Fahrzeugsammlung – Triebwagen 1602 (Typ 33 / Bauart T4D)                                                                          | 09299124 |
| Weitere Bilder                          | Historischer Straßenbahnwagen                           | Georg-Schumann-Straße 244–246 (Karte) | 1925 (Straßenbahn)                         | Historischer Straßenbahnwagen der Leipziger Fahrzeugsammlung – Triebwagen 1464 (Typ 22s)                                                                                      | 09299115 |
| Direkt Bild zu diesem Denkmal hochladen | Historischer Straßenbahnwagen                           | Georg-Schumann-Straße 244–246 (Karte) | 1958 (Straßenbahn)                         | Historischer Straßenbahnwagen der Leipziger Fahrzeugsammlung – Turmwagen 5060                                                                                                 | 09299139 |
|                                         | Historischer Straßenbahnwagen                           | Georg-Schumann-Straße 244–246 (Karte) | 1967 (Straßenbahn)                         | Historischer Straßenbahnwagen der Leipziger Fahrzeugsammlung – Triebwagen 1206 (Typ 32 / Bauart G 4)                                                                          | 09299123 |
|                                         | Historischer Straßenbahnwagen                           | Georg-Schumann-Straße 244–246 (Karte) | 1928 (Straßenbahn)                         | Historischer Straßenbahnwagen der Leipziger Fahrzeugsammlung – Beiwagen 2012 (Typ 61)                                                                                         | 09299133 |
| Weitere Bilder                          | Historischer Straßenbahnwagen                           | Georg-Schumann-Straße 244–246 (Karte) | 1896 (Straßenbahn)                         | Historischer Straßenbahnwagen der Leipziger Fahrzeugsammlung – Triebwagen 64 (Typ 14)                                                                                         | 09299109 |
| Weitere Bilder                          | Historischer Straßenbahnwagen                           | Georg-Schumann-Straße 244–246 (Karte) | 1897 (Straßenbahn)                         | Historischer Straßenbahnwagen der Leipziger Fahrzeugsammlung-Triebwagen 349 (Typ 11/12), zweitältester Leipziger Straßenbahntriebwagen                                        | 09299107 |
| Direkt Bild zu diesem Denkmal hochladen | Muldenkipplore                                          | Georg-Schumann-Straße 244–246 (Karte) | 1949 (Straßenbahn)                         | Historischer Straßenbahnwagen der Leipziger Fahrzeugsammlung – Muldenkipplore 5590                                                                                            | 09299141 |
|                                         | Historischer Straßenbahnwagen                           | Georg-Schumann-Straße 244–246 (Karte) | 1968 (Straßenbahn)                         | Historischer Straßenbahnwagen der Leipziger Fahrzeugsammlung – Schienenschleifwagen 5091 (Typ Typ 44III) (Fehler in der Denkmalliste, erhalten ist der baugleiche Wagen 5092) | 09299140 |
| Weitere Bilder                          | Historischer Straßenbahnwagen                           | Georg-Schumann-Straße 244–246 (Karte) | 1951 (Straßenbahn)                         | Historischer Straßenbahnwagen der Leipziger Fahrzeugsammlung – Triebwagen 1601 (Typ 30), im Liniendienst 1951–1971                                                            | 09299121 |